# Catuvellauni

Les peuples celtes du sud de l'Angleterre.

Catuvellauni - latin Catuvellauni - était le nom :
1. d’un peuple de la Gaule (Catalauni) qui donna son nom à Châlons-en-Champagne.
2. d’un peuple belge de la Bretagne insulaire qui portait le même nom. Sa capitale se situait initialement à Verulamium, actuelle St. Albans, puis fut déplacée vers Camulodunon, actuelle Colchester après la conquête sur les Trinovantes. Catuvellauni et Trinovantes partageaient le même monnayage au Ier siècle av. J.-C.